# آخرین درگیری
آخرین درگیری (به انگلیسی: The Last Conflict) یک تله‌فیلم هیجان انگیز جنایی اکشن محصول سال ۱۹۸۸ سینمای هنگ کنگ است که توسط کمپانی تی‌وی‌بی به کارگردانی ریموند لی و با بازی دانی ین، آدیا چان، فرانسیس نگ، استیون چو، لاو کنگ و اندی تای ساخته شده‌است.